# UE Montcada
UE Montcada – hiszpański klub szachowy z siedzibą w Montcada i Reixac.

## Historia
Klub powstał w 1995 roku z połączenia CE Montcada i Reixac (zał. 1973) i CE Bifurcació (zał. 1981). W 2005 roku awansował do Divisió d'Honor (pierwsza liga katalońska). W latach 2006–2009 zespół zdobywał mistrzostwo Katalonii, a w sezonach 2006, 2007 i 2013 – mistrzostwo Katalonii w szachach szybkich. W 2009 roku zespół wystąpił w hiszpańskiej División de Honor, zajmując przedostatnie miejsce w swojej grupie eliminacyjnej. W składzie drużyny znajdowali się wówczas m.in. Viktor Láznička, Ján Markoš, Salvador Gabriel Del Río Angelis, Jaime Cuartas, Marc Narciso Dublan i Lluís Comas Fabregó.